# Église Saint-Martin de Francs
Pour les articles homonymes, voir Église Saint-Martin.
L'église Saint-Martin est une église catholique située à Francs, en France.

## Localisation
L'église est située au sommet d'un tertre, dominant un paysage de vignes, sur la route départementale D32.

## Historique
Francs est cité dans la liste de 1398 des paroisses du diocèse. L'église Saint-Martin est l'une des plus curieuses du département. C'est, en effet, une église franchement romane du XIIe siècle, mais construite en 1605 ! L'église antérieure, qui avait été détruite en 1578, pendant les guerres de Religion, se trouvait près du château à l'autre côté du village. Elle fut démolie pierre par pierre après le siège du château et en 1605, reconstruite sur l’emplacement qu’elle occupe aujourd’hui.
L’église a fait l’objet de nombreux débats au sein de la Société Archéologique de Bordeaux à la fin du XIXe et le début du XXe siècle. En effet, les avis diffèrent concernant la datation de l’édifice. Pour Auguste Bontemps, l’église de Francs dans son ensemble date de la première moitié du XIIe siècle. Jean-Auguste Brutails a combattu cette thèse. Il considérait 'église comme une pure reconstruction du XVIIe siècle, dans un style roman réinterprété par l’âge classique.
En 1606, le cardinal de Sourdis visite l’église de Francs, qu’il trouve «petite et sans sacristie, avec d’autres défaultz marquez au procès-verbal de la visite d’icelle». Une nouvelle visite eut lieu en 1617 et le procès-verbal parle de l’église comme d’un bâtiment achevé. Le procès verbal établi en 1687 lors d’une visite de l’archiprêtré d’Entre-Dordogne par l’archevêque de Bordeaux précise que le chœur est voûté et la nef lambrissée. En 1728, les églises Saint-Pierre de Salles et Saint-Martin de Francs sont notées comme les annexes du prieuré-cure Notre-Dame de la Fayotte. Cette même année, une nouvelle visite épiscopale est organisée à Francs. Le procès-verbal nous reprécise bien qu’il s’agit d’une reconstruction du XVIIe siècle.
Entourée de son cimetière, le plan de l’édifice est simple : à nef unique rectangulaire, terminée par une abside semi-circulaire voûtée en cul-de-four. Un clocher-mur surplombe la façade occidentale, décorée d’arcatures multiples. Une sacristie flanche le chevet au sud.
Dans l'église actuelle, deux détails sortent de la donnée romane: le relief très accusé des contreforts et la section des pieds droits de la porte Ouest; dans la coupe transversale, la silhouette des contreforts est également gothique. Sous cet aspect, l'église présente une anomalie: l'inutilité des piles intérieures. La nef est lambrissée : le niveau des fenêtres permet de constater que le constructeur n'a pas projeté une voûte en berceau; s'il avait voulu construire une voûte d'arêtes, les travées seraient plus carrées; peut-être a-t-il songé à des arcs transversaux portant la charpente. L'appareil, soigneusement réglé, est plus beau que ne l'est habituellement celui des églises romanes de la région.
Le parti d'ensemble de la décoration et certains détails, comme les archivoltes d'étoiles, sont romans; dans la porte occidentale, le profil de l'arc d'encadrement et des pieds-droits est d'inspiration gothique; à l'art classique appartiennent le dessin de certaines moulures, la cannelure de quelques colonnes, le style de la sculpture des modillons sous la corniche qui fait le tour de l'église, enfin les proportions des fausses baies qui flanquent la porte.
Les modillons qui soutiennent la corniche sont également une réinterprétation du style roman tardif, mais sans la leçon de moralité qui était la raison d'être des originaux. Voir 'article Iconographie des modillons romans pour plus de détails.
L'église a été inscrite au titre des monuments historiques par arrêté du 1er décembre 1908.

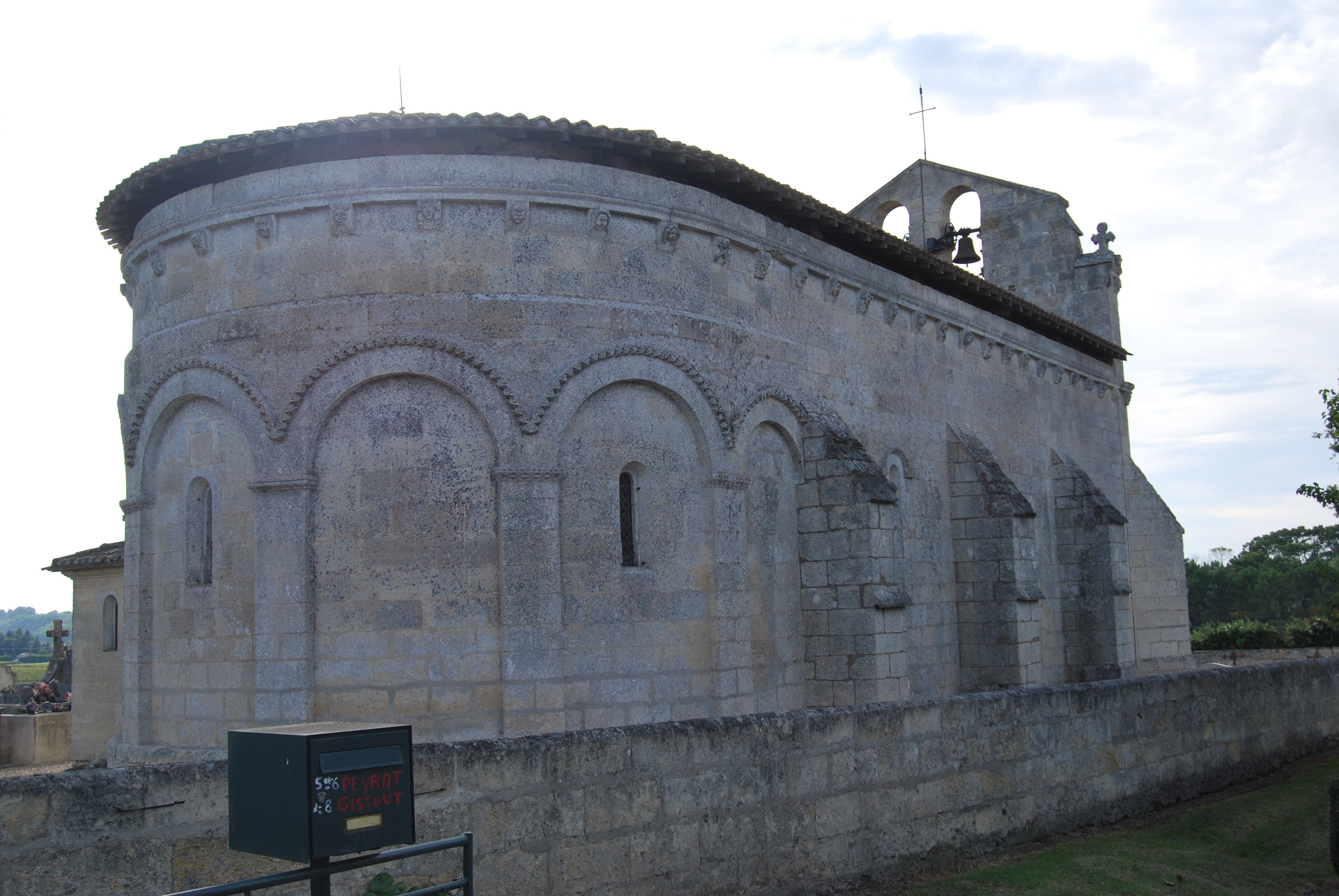
Chevet et façade nord
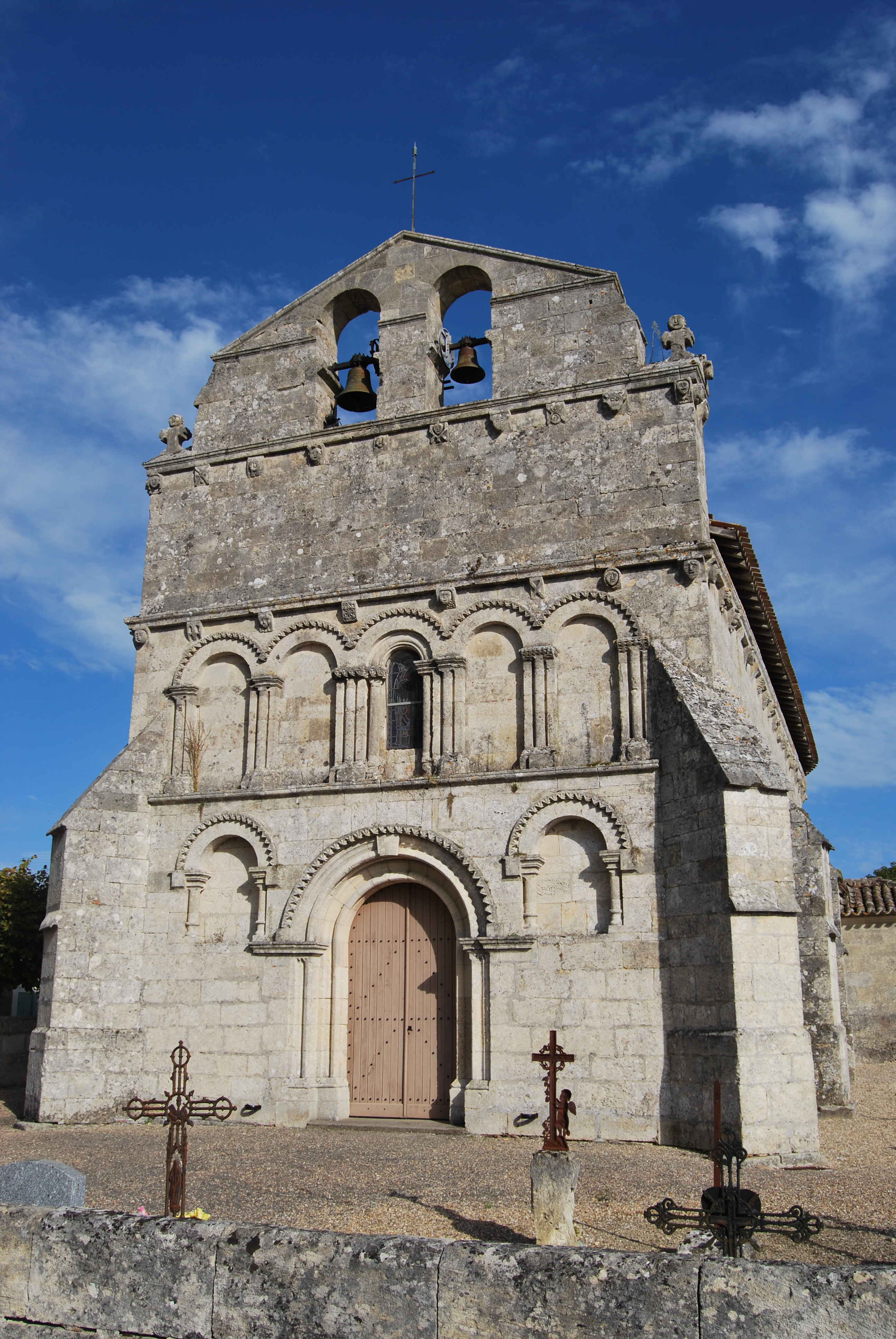
Façade occidentale
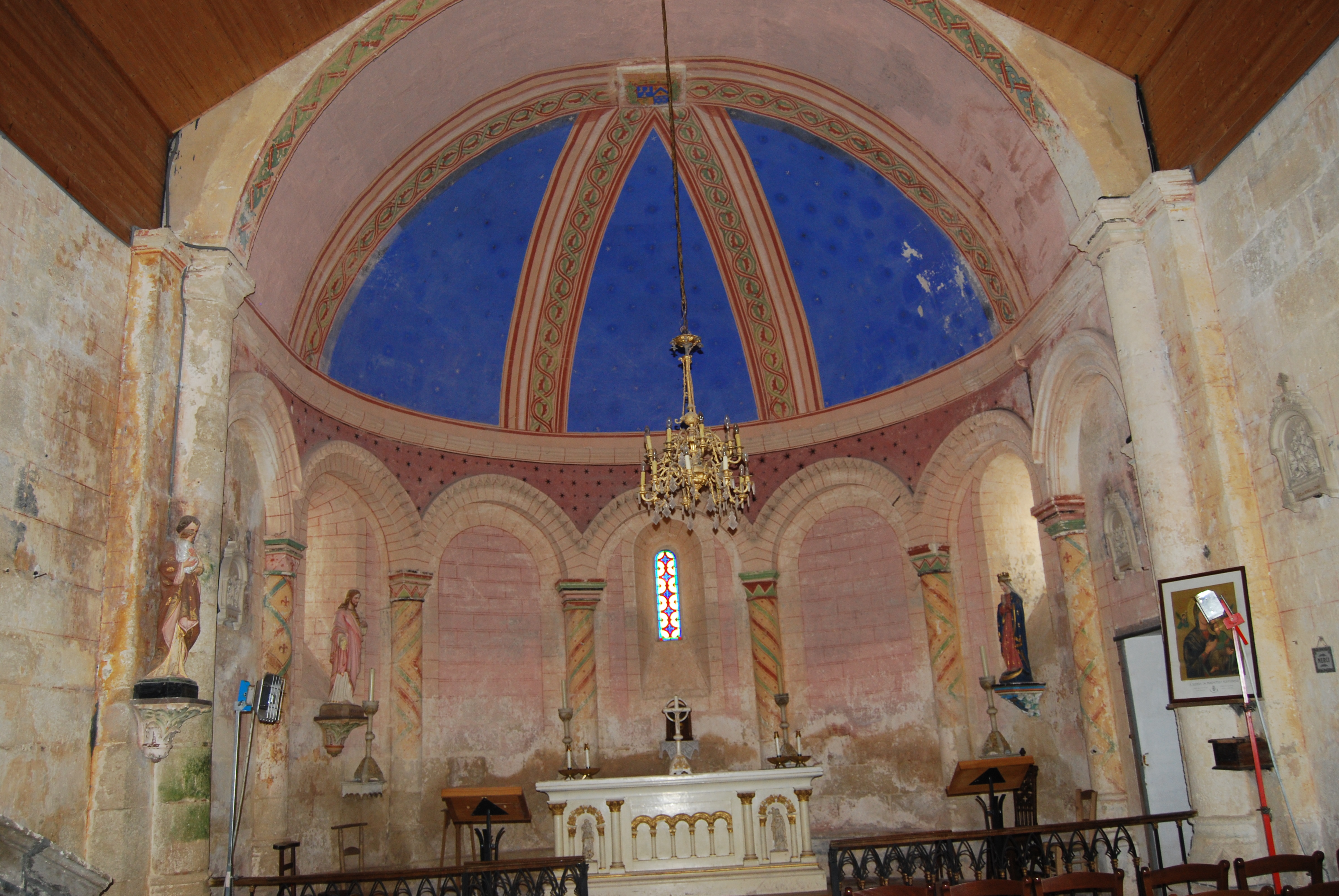
Le sanctuaire
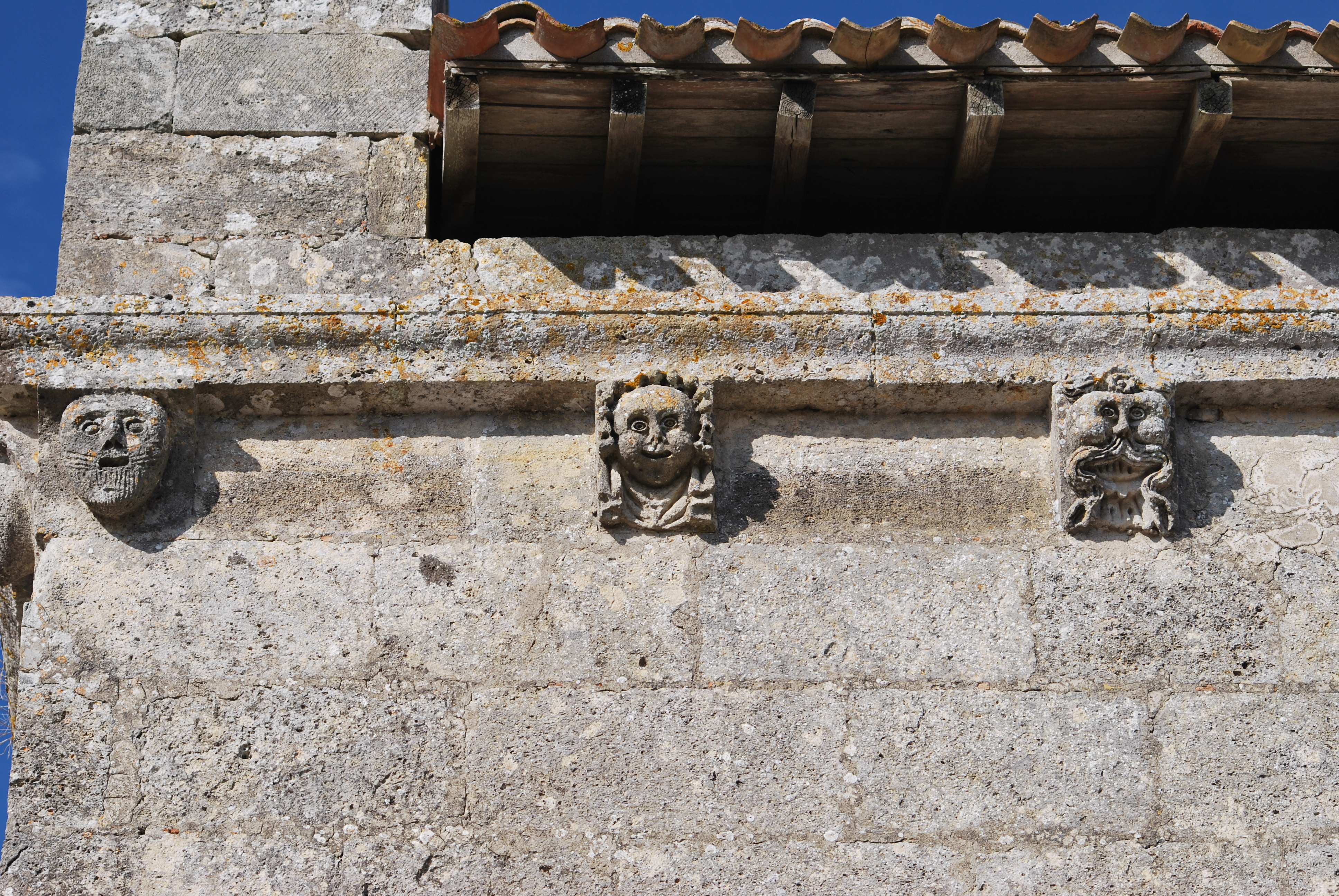
Modillons